# Hemiceras micans
Hemiceras micans är en fjärilsart som beskrevs av William Schaus 1906. Hemiceras micans ingår i släktet Hemiceras och familjen tandspinnare. Inga underarter finns listade i Catalogue of Life.